# Fêtes de Bologne de 1888
Les fêtes de Bologne de 1888 sont un grand évènement organisé en juin de cette année sous l'égide de Giosuè Carducci à l’occasion du huit centième anniversaire de l'Alma Mater Studiorum, l'université de Bologne, la plus ancienne d'Europe. Connues aujourd'hui comme « fêtes de Bologne », leur nom officiel italien était : « Congresso Nazionale ed Internazionale degli Studenti Universitari » (Congrès National et International des Étudiants Universitaires). Une médaille gravée par Luigi Giorgi fut produite.
Ces fêtes très réussies eurent un important retentissement international parmi les étudiants et universitaires.
La presse, notamment française, en rendit compte de façon détaillée.
Giosuè Carducci prononça un discours à l'occasion de cet évènement.
Le roi, la reine et le prince héritier d'Italie étaient présents aux festivités auxquelles participèrent des délégations de quantité de pays, dont la délégation française, mandatée tout à la fois par l'Association générale des étudiants de Paris et le président de la République Sadi Carnot.
À Bologne, Giosué Carducci fonda la Goliardia et la délégation française fonda la Faluche, qu'elle diffusera à son retour en France.
Les fêtes de Bologne eurent aussi pour suite la fondation, en 1898, par Efisio Giglio-Tos de la Corda Fratres - Fédération internationale des étudiants, première organisation mondiale fraternelle et festive, apolitique, laïque.
En 1988, le centenaire des fêtes de Bologne fut à l'origine du premier congrès anniversaire de la Faluche. Ce congrès a depuis lieu chaque année et reçoit des délégations d'associations sœurs étrangères.

## Retour de Bologne en juin 1888

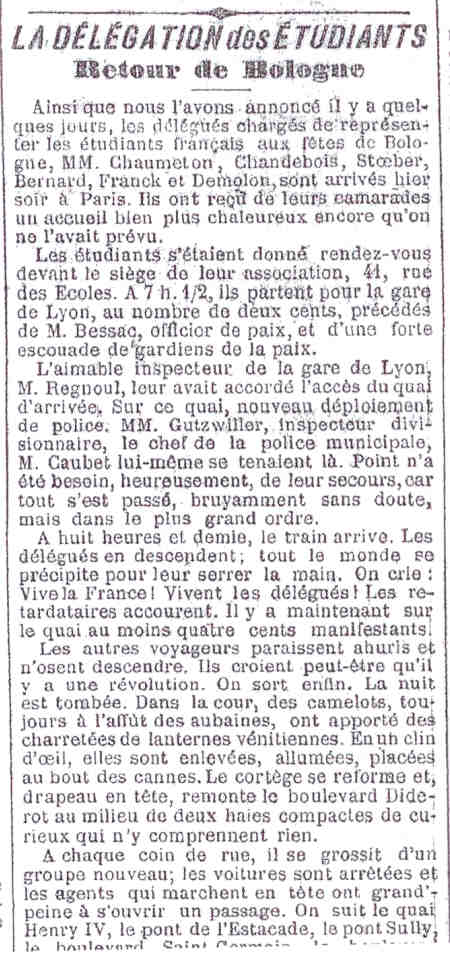
Le Petit Journal, 27 juin 1888.

Le Petit Journal rend compte du retour de la délégation française : 

« Ainsi que nous l'avons annoncé il y a quelques jours, les délégués chargés de représenter les étudiants français aux fêtes de Bologne, MM. Chaumeton, Chandebois, Stœber, Bernard, Franck et Demolon, sont arrivés hier soir à Paris. Ils ont reçu de leurs camarades un accueil bien plus chaleureux encore qu'on ne l'avait prévu.
Les étudiants s'étaient donné rendez-vous devant le siège de leur association, 41, rue des Écoles. À 7 h. ½, ils partent pour la gare de Lyon, au nombre de deux cents, précédés par M. Bessac, officier de paix, et d'une forte escouade de gardiens de la paix.
L'aimable inspecteur de la gare de Lyon, M. Regnoul, leur avait accordé l'accès du quai d'arrivée. Sur ce quai, nouveau déploiement de police. MM. Gutzwiller, inspecteur divisionnaire, le chef de la police municipale, M. Caubet lui-même se tenaient là. Point n'a été besoin, heureusement, de leur secours, car tout s'est passé, bruyamment sans doute, mais dans le plus grand ordre. 
À huit heures et demie, le train arrive. Les délégués en descendent ; tout le monde se précipite pour leur serrer la main. On crie : Vive la France ! Vivent les délégués ! Les retardataires accourent. Il y a maintenant sur le quai au moins quatre cents manifestants.
Les autres voyageurs paraissent ahuris et n'osent descendre. Ils croient peut-être qu'il y a une révolution. On sort enfin. La nuit est tombée. Dans la cour, des camelots, toujours à l'affut des aubaines, ont apporté des charretées de lanternes vénitiennes. En un clin d'œil, elles sont enlevées, allumées, placées au bout des cannes. Le cortège se reforme et, drapeau en tête, remonte le boulevard Diderot au milieu de deux haies compactes de curieux qui n'y comprennent rien.
À chaque coin de rue, il se grossit d'un groupe nouveau ; les voitures sont arrêtées et les agents qui marchent en tête ont grand-peine à s'ouvrir un passage. On suit le quai Henri IV, le pont de l'Estacade, le pont de Sully, le boulevard Saint-Germain, le boulevard Saint-Michel et la rue des Écoles. De distance en distance, des étudiants ont illuminé ; quelques-uns ont allumé des feux de Bengale ; l'enthousiasme grandit de minute en minute.
On arrive au no 41 de la rue des Écoles.
Les étudiants ont pavoisé et illuminé du haut en bas leur maison, – on peut dire leur maison, puisque leur association l'occupe tout entière. C'est dans la grande salle du rez-de-chaussée que la réception doit avoir lieu. Au fond de cette salle, on a dressé une estrade, drapée de rouge et décorée de drapeaux français et italiens. Le buste de M. Chevreul, le doyen des étudiants français, comme il s'intitule lui-même, occupe la place d'honneur. De chaque côté de l'estrade des banderoles qui portent ces mots en lettres d'or : Paris, Bologne. La salle se remplit tumultueusement. Elle peut contenir deux cents personnes : cinq cents jeunes gens s'y entassent en chantant la Marseillaise.
Après, M. Corbin, étudiant en médecine, prononce, au nom du comité de l'Association, le discours qui suit :
Chers camarades,
Je suis heureux de pouvoir le premier, au nom de tous les étudiants, saluer de quelques paroles de bienvenue votre retour d'Italie.
À Bologne, à Venise, à Florence, à Gênes et dans nos grandes villes du Midi, partout, vous avez porté avec fierté notre drapeau, vous avez montré aux étudiants de toutes les nations, accourus pour fêter le huitième centenaire de la plus vieille université d'Italie, que les étudiants de Paris sont une force et qu'ils sont dignes de prendre place dans les solennités intellectuelles qui, de temps en temps, unissent tous les peuples dans une idée commune.
Ce drapeau que vous nous rapportez, ce n'est pas sans mélancolie qui nous l'avons vu s'en aller, mais c'est avec une joyeuse fierté que nous le voyons revenir. Au-delà des monts, tous se sont inclinés devant lui ; des souverains même l'ont salué avec respect, et partout votre patriotisme a su lui assurer le premier rang. Nous le proclamons bien haut, vous êtes toujours restés à la hauteur de votre mission, et en aucun moment vous n'avez oublié que vous représentiez la France et que la garde de son drapeau vous était confiée.
Aussi nous avons pensé que la meilleure manière de vous remercier était de venir vous acclamer en foule çà votre retour. Le quartier Latin a pris un air de fête pour vous recevoir et célébrer dignement l'heureuse issue de la première mission que le gouvernement a confiée à des étudiants.
Ce discours, qui résume fort bien les sentiments de tous est énergiquement applaudi.
M. Chaumeton, chef des délégués, prend ensuite la parole. Après avoir remercié ses camarades de la réception enthousiaste qu'ils leur ont ménagée, il annonce que dans quelques jours il leur rendra compte par le menu de leur voyage.
M. Lavisse lui succède. M. Lavisse, professeur d'histoire à la Faculté de Paris, assistait lui aussi aux fêtes de Bologne.
« Si vous aviez, dit-il, l'ambition d'être représentés en toute dignité à l'étranger, cette ambition a lieu d'être pleinement satisfaite. » 
C'est toujours la même note, comme on le voit, et elle est juste.
Tout le reste du discours de M. Lavisse n'est qu'un long hommage à la finesse et à la présence d'esprit, au patriotisme éclairé que la délégation a montrés en toutes circonstances.
« Et maintenant, a dit en finissant l'orateur, maintenant, mes jeunes camarades, retournez à vos études et songez que dans toutes les Facultés se dressent des tables où sera servi un banquet moins gai que celui de Bologne : le banquet des examens ! » 
Après M. Lavisse, M. Feschotte, étudiant en lettres, propose d'envoyer aux étudiants italiens un télégramme de remerciements. La motion est votée par acclamations. La soirée s'est terminée comme elle avait commencé, joyeusement, aux flammes d'un punch gigantesque. »